# Castiglione di Sicilia
Castiglione di Sicilia es una localidad italiana de la provincia de Catania , región de Sicilia, con 3.425 habitantes.

Ubicación de la ciudad de Castiglione di Sicilia dentro de la provincia de Catania.

## Evolución demográfica
| Gráfica de evolución demográfica de Castiglione di Sicilia entre 1861 y 2001 |
|                                                                              |
| Fuente ISTAT - elaboración gráfica de Wikipedia                              |